# شهربانو عریان
شهربانو عریان چهره ماندگار در رشته فیزیولوژی در سال ۱۳۸۴ (پنجمین همایش چهره‌های ماندگار) است.

## تحصیلات
مدرک دکترای خود را از دانشگاه شفیلد انگستان در سال ۱۹۷۶ دریافت کرده‌است.

## تدریس
او از سال ۱۹۷۶ تا کنون عضو هیئت علمی و استاد فیزیولوژی رفتاری در دانشگاه خوارزمی بوده‌است.

## جوایز
در سال‌های ۱۹۹۶ و ۱۹۹۹ از طرف دانشگاه تربیت معلم عضو برتر هیئت علمی و بهترین بانوی محقق شناخته شده‌است. در سال ۱۳۸۸ وی استاد نمونه کشوری شناخته شد.

## زمینه‌های تحقیقاتی
فیزیولوژی رفتاری، کنترل هورمونها و تنظیم و تجدید انتقال دهنده‌ها در مغز، هورمون استرس و استرسهای شیمیایی و فیزیولوژیکی که توسط آلاینده‌ها ایجاد می‌شوند است.

## کتابها و مقالات
نگاهی به زیست‌شناسی و پزشکی (۱۹۹۴)، فیزیولوژی پزشکی (۱۹۹۶)، پروستوگلندها (۱۹۹۷)، بررسی غدد و اعصاب (۲۰۱۰)، و غددشناسی. همچنین وی ۳۵ مقاله در سطح بین‌المللی و ۳۶۰ مقاله در سطح ملی ارائه کرده‌است.

## سمت‌ها
مدیر برد علمی مؤسسه خوارزمی در سال ۱۹۹۴، موقعیت سبتی در دانشگاه ملبورن (استرالیا۱۹۹۵)، بازرس اصلی پروژه «بررسی آلودگی نفتی ذخایر ماهی صادراتی در خلیج فارس» و نیز سردبیری ژورنال «خلیج فارس» که جایزه سازمان ملل متحد را نیز به دنبال داشته‌است.